# Самтер (округ, Алабама)
Са́мтер (англ. Sumter County) — округ в штате Алабама, США. Официально образован 18 декабря 1832 года. По состоянию на 2010 год, численность населения составляла 13 763 человека.

## География
По данным Бюро переписи США, общая площадь округа равняется 2 364,672 км2, из которых 2 341,362 км2 суша и 24,346 км2 или 1,000 % это водоемы.

### Соседние округа
|                           | Ноксуби (шт. Миссисипи) | Пикенс  | Грин |  |
| Кемпер (шт. Миссисипи)    | север                   |         |      |  |
| Кемпер (шт. Миссисипи)    | Самтер                  |         |      |  |
| Кемпер (шт. Миссисипи)    | юг                      |         |      |  |
| Лодердейл (шт. Миссисипи) | Чокто                   | Маренго |      |  |

## Население
По данным переписи населения 2000 года в округе проживает 14 798 жителей в составе 5 708 домашних хозяйств и 3 664 семей. Плотность населения составляет 6,00 человек на км2. На территории округа насчитывается 6 953 жилых строений, при плотности застройки около 3,00-х строений на км2. Расовый состав населения: белые — 25,92 %, афроамериканцы — 73,17 %, коренные американцы (индейцы) — 0,09 %, азиаты — 0,10 %, гавайцы — 0,01 %, представители других рас — 0,18 %, представители двух или более рас — 0,52 %. Испаноязычные составляли 1,12 % населения независимо от расы.
В составе 31,90 % из общего числа домашних хозяйств проживают дети в возрасте до 18 лет, 36,70 % домашних хозяйств представляют собой супружеские пары проживающие вместе, 23,50 % домашних хозяйств представляют собой одиноких женщин без супруга, 35,80 % домашних хозяйств не имеют отношения к семьям, 31,20 % домашних хозяйств состоят из одного человека, 12,30 % домашних хозяйств состоят из престарелых (65 лет и старше), проживающих в одиночестве. Средний размер домашнего хозяйства составляет 2,55 человека, и средний размер семьи 3,26 человека.
Возрастной состав округа: 29,10 % моложе 18 лет, 12,20 % от 18 до 24, 25,30 % от 25 до 44, 19,50 % от 45 до 64 и 19,50 % от 65 и старше. Средний возраст жителя округа 32 лет. На каждые 100 женщин приходится 84,90 мужчин. На каждые 100 женщин старше 18 лет приходится 78,20 мужчин.
Средний доход на домохозяйство в округе составлял 18 911 USD, на семью — 23 176 USD. Среднестатистический заработок мужчины был 28 059 USD против 17 574 USD для женщины. Доход на душу населения составлял 11 491 USD. Около 32,90 % семей и 38,70 % общего населения находились ниже черты бедности, в том числе — 47,40 % молодежи (тех, кому ещё не исполнилось 18 лет) и 36,10 % тех, кому было уже больше 65 лет.